# جائزة موناكو الكبرى 1982
جائزة موناكو الكبرى 1982 هو سباق فورمولا 1 أقيم بتاريخ 23 مايو 1982 في حلبة موناكو. كان السادس من أصل 16 في بطولة العالم لسباقات الفورمولا واحد موسم 1982. حلّ الإيطالي ريكاردو باتريس أولا بينما جاء الفرنسي ديدييه بيروني في المركز الثاني وحصل على المركز الثالث الإيطالي أندريا دي سيساريس.